# タイラー・ブラケット
タイラー・ネイサン・ブラケット（Tyler Nathan Blackett, 1994年4月2日 - ）は、FCシンシナティ所属のサッカー選手。ポジションはDF。マンチェスター出身であるが、イングランド代表とバルバドス代表、ジャマイカ代表でプレイする資格を有している。

## クラブ経歴
マンチェスターで生まれ、2002年にブラケットが8歳の時にマンチェスター・ユナイテッドに加入した。
2013年11月1日にチャンピオンシップに所属していたブラックプールに1ヶ月のローンで加入し、翌日に行われ、1-0で勝利したノッティンガム・フォレスト戦にフル出場し、デビューを果たした。2013年12月5日には2014年1月1日まで契約が延長された。
2014年1月31日にシーズン終了までの契約でチャンピオンシップに所属していたバーミンガム・シティに加入した。ユナイテッドから一緒に加入したトム・ソープと翌日に行われたダービー・カウンティ戦に出場し、デビューを果たした。その試合では、前半38分にフィル・ヒューズに対するファウルでPKを与えてしまったが、ダレン・ランドロフがセーブした。バーミンガムは1-3でリードされていたが、ユナイテッドからの3人目のローンプレイヤーであるフェデリコ・マケダのアディショナル・タイムのゴールにより、3-3の引き分けで試合を終えた。
2014-15シーズンに向けたプレシーズンマッチでは、3-5-2システムのセンターバックを務め、新しく監督に就任したルイ・ファン・ハールから高い評価を得た。最後のプレシーズンマッチとなったバレンシア戦では、アディショナル・タイムにマルアン・フェライニのゴールをアシストし、2-1の勝利に貢献した。
怪我人が続出し、リオ・ファーディナンドとネマニャ・ビディッチが退団した影響もあり、ブラケットはトップチームのメンバーに登録をされ、プレミアリーグの開幕戦となったスウォンジー・シティ戦でフル出場をし、プレミアリーグでデビューを果たしたが、チームは1-2で敗れた。
2015年8月29日、スコティッシュ・プレミアシップに所属するセルティックへシーズン終了までの期限付き移籍で加入することが発表された。
2016年8月22日、チャンピオンシップのレディングFCに完全移籍。
2020年8月15日、ノッティンガム・フォレストFCに移籍。
2021年8月6日、FCシンシナティに移籍。

## 代表経歴
イングランド代表、バルバドス代表、ジャマイカ代表でプレイする資格を有しているが、ユースレベルではイングランド代表でプレイをしている。
2009年9月、ウェールズ代表と戦うヴィクトリー・シールドのU-16イングランド代表メンバーに招集された。10月15日に行われたウェールズ代表戦にはスターティングメンバーとして出場したが、ハーフタイムを前にアレックス・ヘンシュオールと交代を命じられた。ブラケットはヴィクトリー・シールド決勝となるスコットランド代表戦のメンバーに招集され、サム・マグリと69分から交代で出場し、イングランド代表の9年連続となる優勝に貢献した。
アルガルヴェ・カップに出場するU-17イングランド代表に招集され、チームの初戦であったルーマニア代表戦にフル出場したが、試合は1-1の引き分けに終わった。2戦目のドイツ代表戦では出場機会を与えられなかったが、3戦目のポルトガル代表戦では76分からアレックス・ヘンシュオールと交代で出場した。
2011年11月、スロバキア代表との親善試合に向けたU-18イングランド代表メンバーに招集された。11月16日に行われたスロバキア代表戦ではコートニー・メッペン＝ウォルターと交代するまで、65分間プレイした。2012年2月に行われたポーランド代表戦にも出場し、3-0の勝利に貢献した。
2012年8月、ブラケットはドイツ代表との親善試合を行うU-19のイングランド代表メンバーに招集された。9月6日に行われたドイツ代表戦ではフル出場をしたが、チームは1-3で敗れた。2013年1月に行われ、3-1で勝利したデンマーク代表との親善試合でルイス・ベイカーと交代するまで67分間プレイし、2キャップ目を記録した。
2014年8月、ユナイテッドのトップチームで2試合目の出場を果たした後、初めてU-21イングランド代表のメンバーに招集された。

## 個人成績
| クラブ                       | 年      | リーグ | リーグ | FAカップ | FAカップ | リーグカップ | リーグカップ | 欧州カップ | 欧州カップ | 合計 | 合計 |
| クラブ                       | 年      | 出場   | 得点   | 出場     | 得点     | 出場         | 得点         | 出場       | 得点       | 出場 | 得点 |
| ---------------------------- | ------- | ------ | ------ | -------- | -------- | ------------ | ------------ | ---------- | ---------- | ---- | ---- |
| マンチェスター・ユナイテッド | 2012-13 | 0      | 0      | 0        | 0        | 0            | 0            | 0          | 0          | 0    | 0    |
| マンチェスター・ユナイテッド | 2013-14 | 0      | 0      | 0        | 0        | 0            | 0            | 0          | 0          | 0    | 0    |
| マンチェスター・ユナイテッド | 2014-15 | 10     | 0      | 1        | 0        | 0            | 0            | –          | –          | 11   | 0    |
| マンチェスター・ユナイテッド | 2015-16 | 0      | 0      | 0        | 0        | 0            | 0            | 0          | 0          | 0    | 0    |
| マンチェスター・ユナイテッド | 通算    | 11     | 0      | 1        | 0        | 0            | 0            | 0          | 0          | 12   | 0    |
| ブラックプール               | 2013-14 | 5      | 0      | –        | –        | –            | –            | –          | –          | 5    | 0    |
| バーミンガム                 | 2013-14 | 8      | 0      | –        | –        | –            | –            | –          | –          | 8    | 0    |
| セルティック                 | 2015-16 | 3      | 0      | 2        | 0        | 1            | 0            | 3          | 0          | 9    | 0    |
| 総通算                       | 総通算  | 27     | 0      | 3        | 0        | 1            | 0            | 3          | 0          | 34   | 0    |